# 飯浦駅
飯浦駅（いいのうらえき）は、島根県益田市飯浦町にある、西日本旅客鉄道（JR西日本）山陰本線の駅。島根県最西端の駅であり、安来駅との間は196kmもある。

## 歴史
- 1927年（昭和2年）6月19日：鉄道省山陰本線戸田小浜駅 - 当駅間延伸時に終着駅として開設[1]。客貨取扱開始[1]。
- 1928年（昭和3年）3月25日：山陰本線当駅 - 須佐駅間延伸、途中駅となる。
- 1962年（昭和37年）10月1日：貨物取扱廃止[1]。
- 1968年（昭和43年）6月1日：業務委託駅化（日本交通観光社受託）[3]。
- 1979年（昭和54年）8月21日：荷物扱い廃止[4]、無人駅化[2]。
- 1987年（昭和62年）4月1日：国鉄分割民営化に伴い、西日本旅客鉄道（JR西日本）の駅となる[1]。
- 2013年（平成25年）7月28日：豪雨災害に伴い線路が被災、一時当駅を含む益田駅 - 長門市駅間が運休（※当駅を含む益田駅 - 須佐駅については11月9日に運行再開）。

## 駅構造

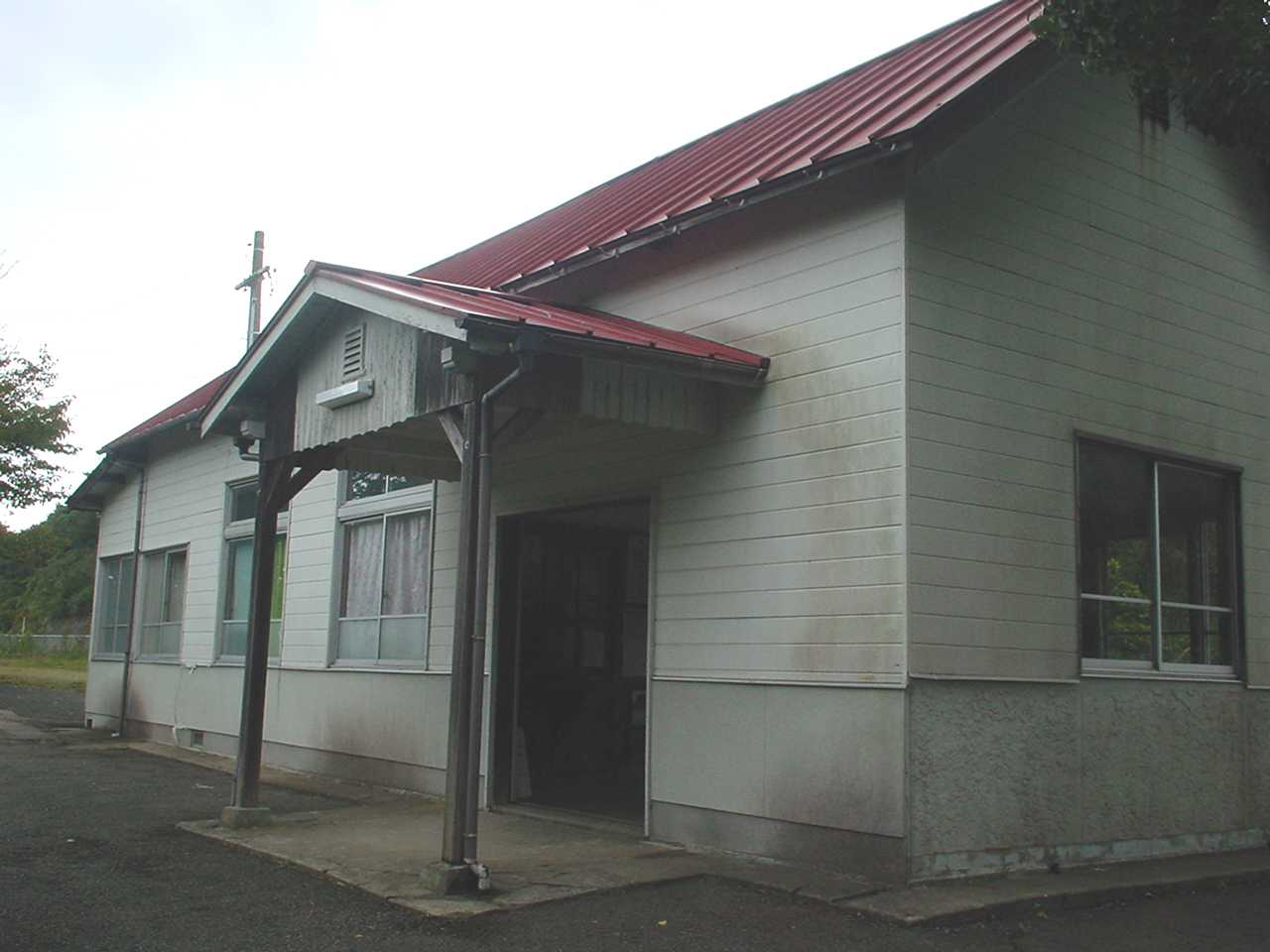
飯浦駅旧駅舎（2019年解体）

長門市方面に向かって右側に単式ホーム1面1線を有する地上駅（停留所）。棒線駅のため、長門市方面行・益田方面行双方が同一ホームに発着する。ホーム上に待合室がある。古くからの木造駅舎が存在したが、現在は解体され跡地には駅名看板や倉庫が残るのみである。
長門鉄道部管理の無人駅。自動券売機等の設備は無い。

## 利用状況
2022年度の1日平均乗車人員は4人である。2004年度は17人、1994年度は48人、1984年度は89人だった。
近年の1日平均乗車人員の推移は以下の通り。
| 乗車人員推移 | 乗車人員推移 |
| 年度         | 1日平均人数  |
| ------------ | ------------ |
| 1999         | 28           |
| 2000         | 24           |
| 2001         | 22           |
| 2002         | 20           |
| 2003         | 20           |
| 2004         | 17           |
| 2005         | 18           |
| 2006         | 16           |
| 2007         | 18           |
| 2008         | 24           |
| 2009         | 22           |
| 2010         | 23           |
| 2011         | 18           |
| 2012         | 14           |
| 2013         | 10           |
| 2014         | 7            |
| 2015         | 5            |
| 2016         | 7            |
| 2017         | 4            |
| 2018         | 4            |
| 2019         | 3            |
| 2020         | 2            |
| 2021         | 4            |
| 2022         | 4            |

## 駅周辺
駅は、漁村である飯浦集落の内陸のやや高台にある。
- 飯浦郵便局
- 益田市立飯浦小学校（2008年閉校）
- 鑪崎と松島磁石岩（県の天然記念物）
- 飯浦漁港
- 飯浦川
- 国道191号
- 島根県道213号飯浦停車場線

## その他
- 2005年（平成17年）に映画『旅の贈りもの 0:00発』のロケが当駅で行われた（劇中での駅名は「風町駅」、隣の駅は「したいわ」）。

## 隣の駅
西日本旅客鉄道（JR西日本）
■山陰本線
戸田小浜駅 - 飯浦駅 - 江崎駅